# 源当純
源 当純（みなもと の まさずみ）は、平安時代前期の貴族・歌人。文徳源氏、右大臣・源能有の五男。官位は従五位上・少納言。

## 経歴
宇多朝の寛平6年（894年）太皇太后宮少進に任ぜられ、寛平8年（896年）に従五位下に叙爵する。
醍醐朝では大蔵少輔・縫殿頭を務めた後、延喜元年（901年）摂津守として地方官に遷る。延喜3年（903年）少納言に任ぜられて京官に復し、延喜7年（907年）に従五位上に叙せられる。延喜9年（909年）3月の仁王会までの存命が確認できるが、その後の消息は不明。
歌人として活躍し、寛平元年（889年）に行われた寛平御時后宮歌合に出詠。勅撰歌人として『古今和歌集』に和歌作品1首が採録されている。
- 谷風に とくる氷の ひまごとに 打ち出づる浪や 春の初花（『古今和歌集』春歌上12）
  - ストラヴィンスキーが曲をつけている。（「3つの日本の抒情詩」）

## 官歴
『古今和歌集目録』による。
- 寛平6年（894年） 正月：太皇太后宮少進（太皇太后・藤原明子）
- 寛平8年（896年） 正月7日：従五位下
- 寛平9年（897年） 5月：大蔵少輔
- 昌泰3年（900年） 日付不詳：縫殿頭
- 延喜元年（901年） 7月25日：摂津守
- 延喜3年（903年） 2月：少納言
- 延喜7年（907年） 日付不詳：従五位上（給国）

## 系譜
『尊卑分脈』による。
- 父：源能有
- 母：不詳
- 生母不詳の子女
  - 男子：源安直
  - 男子：源世似